# Effinger (Patrizierfamilie)

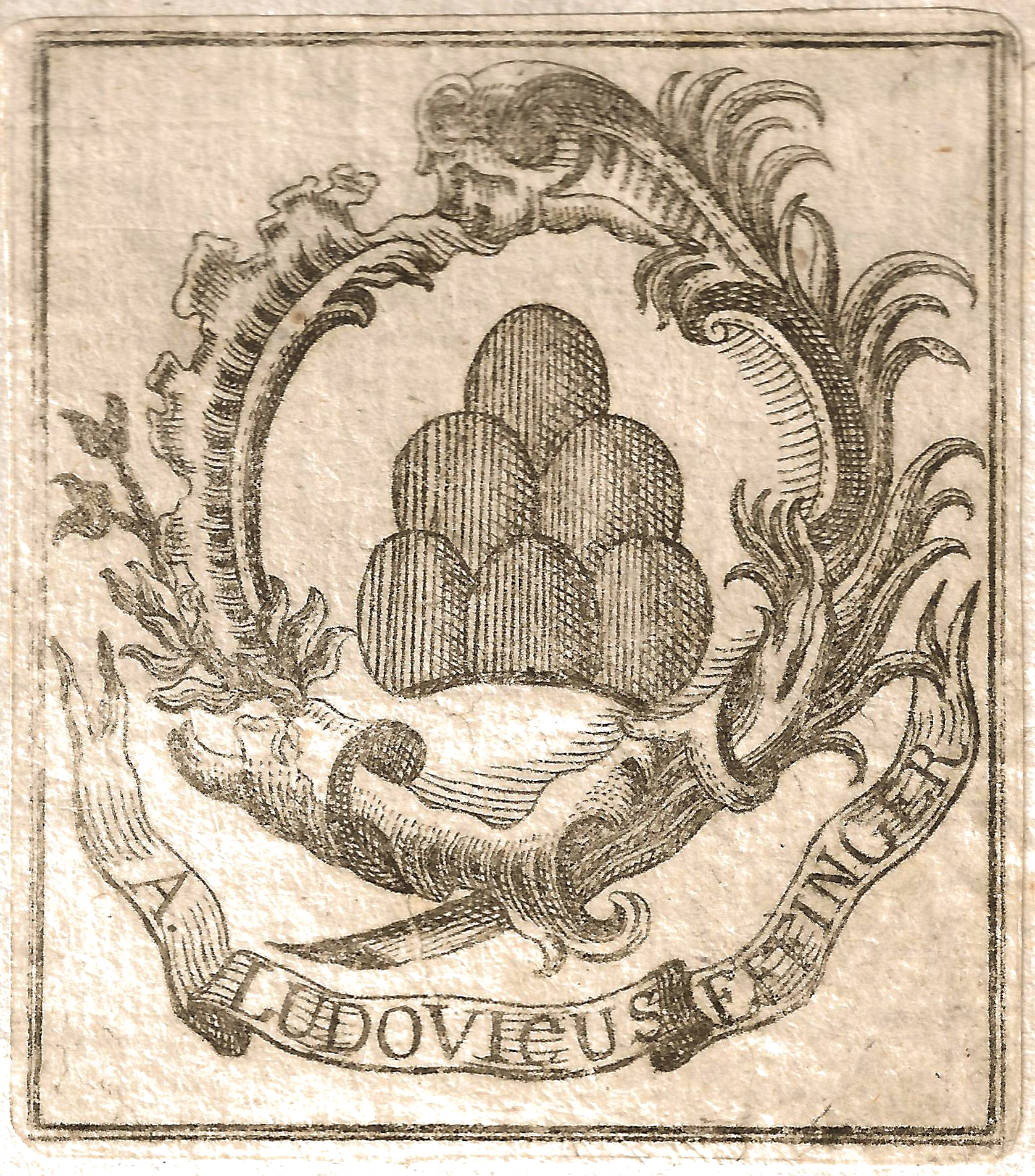
Exlibris für Anton Ludwig Effinger (um 1760)

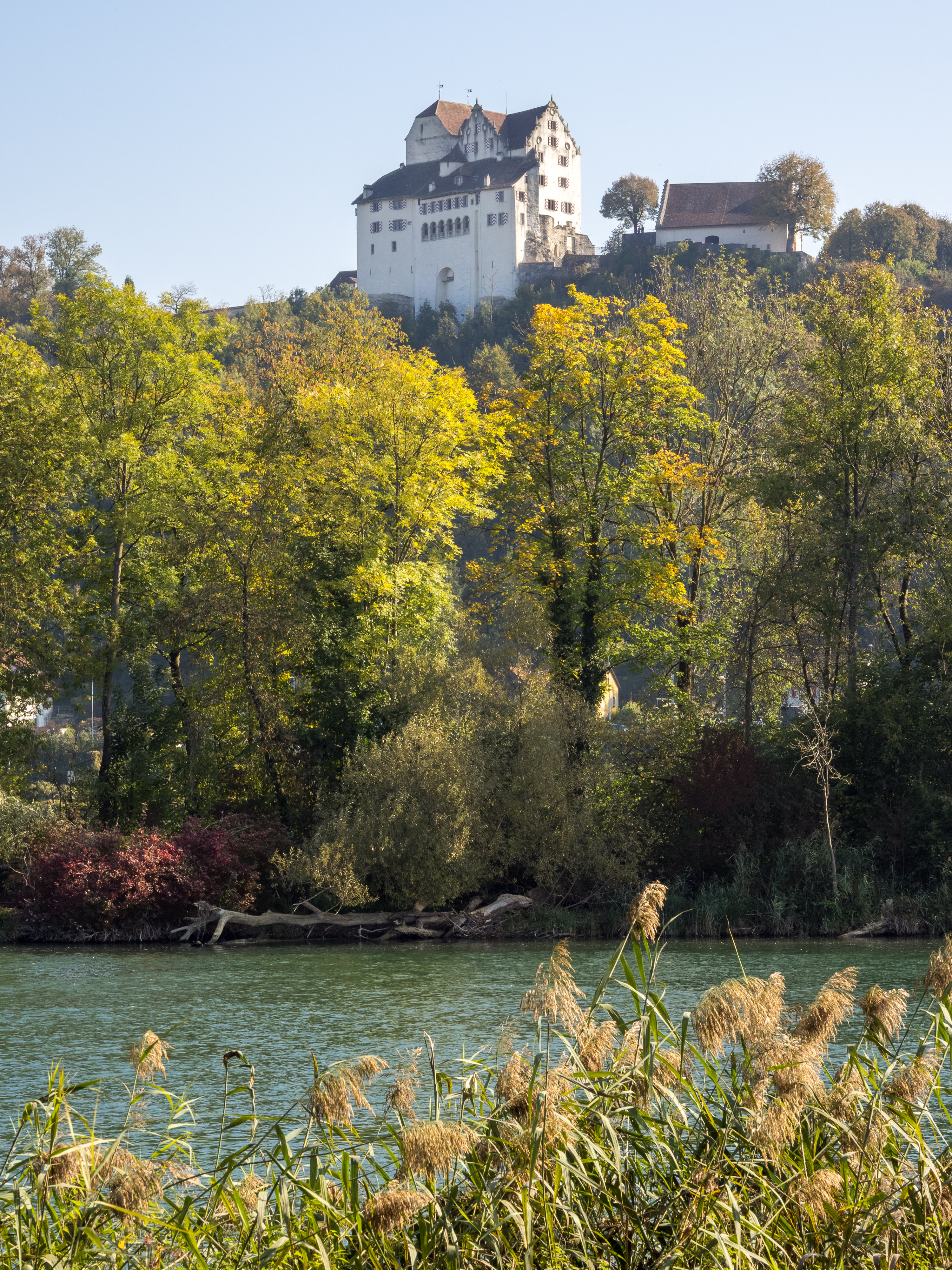
Schloss Wildegg, Aargau

Die Familie Effinger ist eine aus Brugg stammende, vermutlich aus Effingen zugewanderte Notabelnfamilie. Es existierten Zweige in Bern und Zürich.

## Geschichte
Hans Friedrich von Effingen gilt als Stammvater der Effinger. Sein Sohn Johannes Effinger (I.) wird von 1361 bis 1382 als Burger von Brugg erwähnt. Das Geschlecht gehörte zum Umfeld der habsburgisch-laufenburgischen Ministerialen in Brugg und stellte ab dem ausgehenden 14. Jahrhundert mehrfach den Schultheissen der Stadt.
1483/84 kaufte Kaspar Effinger die Herrschaft Wildegg samt dazugehörigen Gütern und Rechten und erwarb gleichzeitig das Burgerrecht der Stadt Bern. Damit wurde er zum Begründer der Wildegger Linie des Geschlechts. Die Effinger vererbten diesen Besitz elf Generationen weiter. 1552 brannte die Burg infolge Blitzeinschlags fast vollständig aus, nur das Mauerwerk blieb erhalten. Die Effinger gaben die Ruine jedoch nicht auf, sondern machten sie über Jahre hinweg wieder bewohnbar; ab 1684 bauten sie sie in ein barockes Wohnschloss um. Die Burg Wildegg und ihre zugehörigen Güter gingen 1830 in den Besitz der Familienkiste Effinger über. Das Schloss wurde im 19. Jahrhundert durch Nebengebäude ergänzt.
Ab dem 17. Jahrhundert gehörten die Effinger zum bernischen Patriziat. Angehörige der Familie besassen zeitweilig auch Schloss Kiesen, Schloss Wildenstein (Veltheim), die Wegmühle, das Rebgut Wingreis und die Campagne Rörswil.
Mit dem Tod von Pauline Adelheid Julia von Effinger (1837–1912), die auf dem Kernenberg den Grundstein für den Effingerhort legte, starb die Familie 1912 aus. Die Grablege der Familie befindet sich in der Kirche Holderbank. Julia vermachte das Schloss mit fast der gesamten Ausstattung sowie die dazugehörende Domäne der Eidgenossenschaft.
Der Zweig in Zürich erlosch 1590.

## Personen
- Friedrich Effinger (1383–1413), Schultheiss von Brugg, Herr zu Urgiz
- Ludwig Effinger (1408–1452), Schultheiss von Brugg

Berner Zweig (von Wildegg und Wildenstein)
- Kaspar Effinger (1442–1513), Begründer der Wildegger Linie
- Christoph Effinger (um 1487–1551)
- Franz Christoph Effinger (1657–1712), Politiker, Herr zu Wildenstein
- Franz Victor Effinger (1734–1815), Politiker und Historiker
- Rudolf Emanuel Effinger (1771–1847), Oberst, Politiker und Agronom
- Friedrich Ludwig Effinger (1795–1867), Gemeindepräsident von Bern
- Pauline Adelheid Julia von Effinger (1837–1912), ultima, Besitzerin des Schlosses Wildegg

Zürcher Zweig
- Johannes Effinger, 1404 Bürger von Zürich
- Heinrich Effinger (I.), Ratsherr, Zunftmeister, Vogt
- Heinrich Effinger (II.), Ritter, Ratsherr, Vogt
- Peter Effinger, erhält von Kaiser Friedrich III. einen Wappenbrief[1]
- Jakob Effinger († 1590), Gerichtsherr

## Trivia
Die Effingerstrasse in Bern ehrt die Familie Effinger.
Die Effingerstrasse in Zürich ehrt Heinrich Effinger.

## Archive
- Familienarchiv von Effinger (Burgerbibliothek Bern)
- Herrschaftsarchiv Wildegg (Staatsarchiv Aargau)